# Église de Sixt-sur-Aff
L’église de Sixt-sur-Aff, est un édifice religieux catholique, situé dans le département d'Ille-et-Vilaine, sur la commune de Sixt-sur-Aff.